# Saison NBA 1977-1978
Navigation
Saison 1976-1977 Saison 1978-1979
La saison NBA 1977-1978 est la 29e saison de la NBA (la 32e en comptant les trois saisons de BAA). Les Washington Bullets remportent le titre NBA en battant en Finale les Seattle SuperSonics 4 victoires à 3.

## Faits notables
- Le All-Star Game 1978 s'est déroulé à l'Omni Coliseum à Atlanta, Géorgie, où les All-Star de l'Est ont battu les All-Star de l'Ouest 133-125. Randy Smith (Buffalo Braves) a été élu Most Valuable Player.
- Les New York Nets déménagent de Uniondale, New York, à Piscataway, New Jersey et sont renommés New Jersey Nets.

## Classements de la saison régulière
| Champion de division | Qualifié pour les playoffs | Non qualifié pour les playoffs |

### Par division
| Division Atlantique   | V  | D  | PCT  | GB |
| --------------------- | -- | -- | ---- | -- |
| 76ers de Philadelphie | 55 | 27 | 67.1 | -  |
| Knicks de New York    | 43 | 39 | 52.4 | 12 |
| Celtics de Boston     | 32 | 50 | 39.0 | 23 |
| Braves de Buffalo     | 27 | 55 | 32.9 | 28 |
| Nets de New York      | 24 | 58 | 29.3 | 31 |

| Division Centrale           | V  | D  | PCT  | GB |
| --------------------------- | -- | -- | ---- | -- |
| Spurs de San Antonio        | 52 | 30 | 63.4 | -  |
| Bullets de Washington C     | 44 | 38 | 53.7 | 8  |
| Cavaliers de Cleveland      | 43 | 39 | 52.4 | 9  |
| Hawks d'Atlanta             | 41 | 41 | 50.0 | 11 |
| Jazz de La Nouvelle-Orléans | 39 | 43 | 47.6 | 13 |
| Rockets de Houston          | 28 | 54 | 34.1 | 24 |

| Division Midwest     | V  | D  | PCT  | GB |
| -------------------- | -- | -- | ---- | -- |
| Nuggets de Denver    | 48 | 34 | 58.5 | -  |
| Bucks de Milwaukee   | 44 | 38 | 53.7 | 4  |
| Bulls de Chicago     | 40 | 42 | 48.8 | 8  |
| Pistons de Détroit   | 38 | 44 | 46.3 | 10 |
| Pacers de l'Indiana  | 31 | 51 | 37.8 | 17 |
| Kings de Kansas City | 31 | 51 | 37.8 | 17 |

| Division Pacifique        | V  | D  | PCT  | GB |
| ------------------------- | -- | -- | ---- | -- |
| Trail Blazers de Portland | 58 | 24 | 70.7 | -  |
| Suns de Phoenix           | 49 | 33 | 59.8 | 9  |
| SuperSonics de Seattle    | 47 | 35 | 57.3 | 11 |
| Lakers de Los Angeles     | 45 | 37 | 54.9 | 13 |
| Warriors de Golden State  | 43 | 39 | 52.4 | 15 |

### Par conférence
| Conférence Est | Conférence Est              | Conférence Est | Conférence Est | Conférence Est |
| No             | Franchise                   | Vic.           | Déf.           | PCT            |
| -------------- | --------------------------- | -------------- | -------------- | -------------- |
| 1              | 76ers de Philadelphie       | 55             | 27             | 67.1           |
| 2              | Spurs de San Antonio        | 52             | 30             | 63.4           |
| 3              | Bullets de Washington C     | 44             | 38             | 53.7           |
| 4              | Cavaliers de Cleveland      | 43             | 39             | 52.4           |
| 5              | Knicks de New York          | 43             | 39             | 52.4           |
| 6              | Hawks d'Atlanta             | 41             | 41             | 50.0           |
|                |                             |                |                |                |
| 7              | Jazz de La Nouvelle-Orléans | 39             | 43             | 47.6           |
| 8              | Celtics de Boston           | 32             | 50             | 39.0           |
| 9              | Rockets de Houston          | 28             | 54             | 34.1           |
| 10             | Braves de Buffalo           | 27             | 55             | 32.9           |
| 11             | Nets de New York            | 24             | 58             | 29.3           |

| Conférence Ouest | Conférence Ouest          | Conférence Ouest | Conférence Ouest | Conférence Ouest |
| No               | Franchise                 | Vic.             | Déf.             | PCT              |
| ---------------- | ------------------------- | ---------------- | ---------------- | ---------------- |
| 1                | Trail Blazers de Portland | 58               | 24               | 70.7             |
| 2                | Nuggets de Denver         | 48               | 34               | 58.5             |
| 3                | Suns de Phoenix           | 49               | 33               | 59.8             |
| 4                | SuperSonics de Seattle    | 47               | 35               | 57.3             |
| 5                | Lakers de Los Angeles     | 45               | 37               | 54.9             |
| 6                | Bucks de Milwaukee        | 44               | 38               | 53.7             |
|                  |                           |                  |                  |                  |
| 7                | Warriors de Golden State  | 43               | 39               | 52.4             |
| 8                | Bulls de Chicago          | 40               | 42               | 48.8             |
| 9                | Pistons de Détroit        | 38               | 44               | 46.3             |
| 10               | Pacers de l'Indiana       | 31               | 51               | 37.8             |
| 11               | Kings de Kansas City      | 31               | 51               | 37.8             |

C - Champions NBA

## Playoffs
|  | Premier tour     | Premier tour           | Premier tour              |                        |                       | Demi-finales de Conférence | Demi-finales de Conférence | Demi-finales de Conférence |  |   | Finales de Conférence  | Finales de Conférence | Finales de Conférence |   |  | Finales NBA | Finales NBA | Finales NBA |
|  |                  |                        |                           |                        |                       |                            |                            |                            |  |   |                        |                       |                       |   |  |             |             |             |
|  |                  |                        |                           |                        |                       |                            |                            |                            |  |   |                        |                       |                       |   |  |             |             |             |
|  |                  | 1                      | 76ers de Philadelphie     | 4                      |                       |                            |                            |                            |  |   |                        |                       |                       |   |  |             |             |             |
|  |                  |                        |                           | 4                      |                       |                            |                            |                            |  |   |                        |                       |                       |   |  |             |             |             |
|  |                  |                        | 5                         | Knicks de New York     | 0                     |                            |                            |                            |  |   |                        |                       |                       |   |  |             |             |             |
|  | 4                | Cavaliers de Cleveland | 5                         | Knicks de New York     | 0                     | 0                          |                            |                            |  |   |                        |                       |                       |   |  |             |             |             |
|  | 4                | Cavaliers de Cleveland |                           |                        |                       | 0                          |                            |                            |  |   |                        |                       |                       |   |  |             |             |             |
|  | 5                | Knicks de New York     | 2                         |                        |                       |                            |                            |                            |  |   |                        |                       |                       |   |  |             |             |             |
|  | 5                | Knicks de New York     | 2                         |                        |                       |                            |                            |                            |  | 1 | 76ers de Philadelphie  | 2                     |                       |   |  |             |             |             |
|  | Conférence Est   |                        |                           |                        |                       |                            |                            |                            |  | 1 | 76ers de Philadelphie  | 2                     |                       |   |  |             |             |             |
|  |                  | 3                      | Bullets de Washington     | 4                      |                       |                            |                            |                            |  |   |                        |                       |                       |   |  |             |             |             |
|  | 3                | 3                      | Bullets de Washington     | 4                      | Bullets de Washington | 2                          |                            |                            |  |   |                        |                       |                       |   |  |             |             |             |
|  | 3                |                        |                           |                        | Bullets de Washington | 2                          |                            |                            |  |   |                        |                       |                       |   |  |             |             |             |
|  | 6                | Hawks d'Atlanta        | 0                         |                        |                       |                            |                            |                            |  |   |                        |                       |                       |   |  |             |             |             |
|  | 6                | Hawks d'Atlanta        | 0                         |                        | 3                     | Bullets de Washington      | 4                          |                            |  |   |                        |                       |                       |   |  |             |             |             |
|  |                  |                        |                           |                        | 3                     | Bullets de Washington      | 4                          |                            |  |   |                        |                       |                       |   |  |             |             |             |
|  |                  |                        | 2                         | Spurs de San Antonio   | 2                     |                            |                            |                            |  |   |                        |                       |                       |   |  |             |             |             |
|  |                  |                        | 2                         | Spurs de San Antonio   | 2                     |                            |                            |                            |  |   |                        |                       |                       |   |  |             |             |             |
|  |                  |                        |                           |                        |                       |                            |                            |                            |  |   |                        |                       |                       |   |  |             |             |             |
|  |                  |                        |                           |                        |                       |                            |                            |                            |  |   |                        |                       |                       |   |  |             |             |             |
|  |                  |                        |                           |                        |                       |                            |                            |                            |  |   |                        | E3                    | Bullets de Washington | 4 |  |             |             |             |
|  |                  |                        |                           |                        |                       |                            |                            |                            |  |   |                        |                       |                       |   |  |             |             |             |
|  |                  | O4                     | SuperSonics de Seattle    | 3                      |                       |                            |                            |                            |  |   |                        |                       |                       |   |  |             |             |             |
|  |                  | O4                     | SuperSonics de Seattle    | 3                      |                       |                            |                            |                            |  |   |                        |                       |                       |   |  |             |             |             |
|  |                  |                        |                           |                        |                       |                            |                            |                            |  |   |                        |                       |                       |   |  |             |             |             |
|  |                  |                        |                           |                        |                       |                            |                            |                            |  |   |                        |                       |                       |   |  |             |             |             |
|  |                  | 1                      | Trail Blazers de Portland | 2                      |                       |                            |                            |                            |  |   |                        |                       |                       |   |  |             |             |             |
|  |                  |                        |                           | 2                      |                       |                            |                            |                            |  |   |                        |                       |                       |   |  |             |             |             |
|  |                  |                        | 4                         | SuperSonics de Seattle | 4                     |                            |                            |                            |  |   |                        |                       |                       |   |  |             |             |             |
|  | 4                | SuperSonics de Seattle | 4                         | SuperSonics de Seattle | 4                     | 2                          |                            |                            |  |   |                        |                       |                       |   |  |             |             |             |
|  | 4                | SuperSonics de Seattle |                           |                        |                       | 2                          |                            |                            |  |   |                        |                       |                       |   |  |             |             |             |
|  | 5                | Lakers de Los Angeles  | 1                         |                        |                       |                            |                            |                            |  |   |                        |                       |                       |   |  |             |             |             |
|  | 5                | Lakers de Los Angeles  | 1                         |                        |                       |                            |                            |                            |  | 4 | SuperSonics de Seattle | 4                     |                       |   |  |             |             |             |
|  | Conférence Ouest |                        |                           |                        |                       |                            |                            |                            |  | 4 | SuperSonics de Seattle | 4                     |                       |   |  |             |             |             |
|  |                  | 2                      | Nuggets de Denver         | 2                      |                       |                            |                            |                            |  |   |                        |                       |                       |   |  |             |             |             |
|  | 3                | 2                      | Nuggets de Denver         | 2                      | Suns de Phoenix       | 1                          |                            |                            |  |   |                        |                       |                       |   |  |             |             |             |
|  | 3                |                        |                           |                        | Suns de Phoenix       | 1                          |                            |                            |  |   |                        |                       |                       |   |  |             |             |             |
|  | 6                | Bucks de Milwaukee     | 2                         |                        |                       |                            |                            |                            |  |   |                        |                       |                       |   |  |             |             |             |
|  | 6                | Bucks de Milwaukee     | 2                         |                        | 6                     | Bucks de Milwaukee         | 3                          |                            |  |   |                        |                       |                       |   |  |             |             |             |
|  |                  |                        |                           |                        | 6                     | Bucks de Milwaukee         | 3                          |                            |  |   |                        |                       |                       |   |  |             |             |             |
|  |                  |                        | 2                         | Nuggets de Denver      | 4                     |                            |                            |                            |  |   |                        |                       |                       |   |  |             |             |             |
|  |                  |                        | 2                         | Nuggets de Denver      | 4                     |                            |                            |                            |  |   |                        |                       |                       |   |  |             |             |             |
|  |                  |                        |                           |                        |                       |                            |                            |                            |  |   |                        |                       |                       |   |  |             |             |             |

## Conférence Ouest

### Premier tour
(3) Phoenix Suns contre (6) Milwaukee Bucks:
Les Bucks remportent la série 2-0
- Game 1 @ Phoenix:  Milwaukee 111, Phoenix 103
- Game 2 @ Milwaukee:  Milwaukee 94, Phoenix 90

(4) Seattle SuperSonics contre (5) Los Angeles Lakers:
Les Sonics remportent la série 2-1
- Game 1 @ Seattle:  Seattle 102, Los Angeles 90
- Game 2 @ Los Angeles:  Los Angeles 105, Seattle 99
- Game 3 @ Seattle:  Seattle 111, Los Angeles 102

### Demi-finales de Conférence
(1) Portland TrailBlazers contre (4) Seattle SuperSonics:
Les Sonics remportent la série 4-2
- Game 1 @ Portland:  Seattle 104, Portland 95
- Game 2 @ Portland:  Portland 96, Seattle 93
- Game 3 @ Seattle:  Seattle 99, Portland 84
- Game 4 @ Seattle:  Seattle 100, Portland 98
- Game 5 @ Portland:  Portland 113, Seattle 89
- Game 6 @ Seattle:  Seattle 105, Portland 94

(2) Denver Nuggets contre (6) Milwaukee Bucks:
Les Nuggets remportent la série 4-3
- Game 1 @ Denver:  Denver 119, Milwaukee 103
- Game 2 @ Denver:  Denver 127, Milwaukee 111
- Game 3 @ Milwaukee:  Milwaukee 143, Denver 112
- Game 4 @ Milwaukee:  Denver 118, Milwaukee 114
- Game 5 @ Denver:  Milwaukee 117, Denver 112
- Game 6 @ Milwaukee:  Milwaukee 119, Denver 91
- Game 7 @ Denver:  Denver 116, Milwaukee 110

### Finale de Conférence
(2) Denver Nuggets contre (4) Seattle SuperSonics:
Les Sonics remportent la série 4-2
- Game 1 @ Denver:  Denver 116, Seattle 107
- Game 2 @ Denver:  Seattle 121, Denver 111
- Game 3 @ Seattle:  Seattle 105, Denver 91
- Game 4 @ Seattle:  Seattle 100, Denver 94
- Game 5 @ Seattle:  Denver 123, Seattle 114
- Game 6 @ Denver:  Seattle 123, Denver 108

## Conférence Est

### Premier tour
(3) Washington Bullets contre (6) Hawks d'Atlanta:
Les Bullets remportent la série 2-0
- Game 1 @ Washington:  Washington 103, Atlanta 94
- Game 2 @ Atlanta:  Washington 107, Atlanta 103

(4) Cleveland Cavaliers contre (5) Knicks de New York:
Les Knicks remportent la série 2-0
- Game 1 @ Cleveland:  New York 132, Cleveland 114
- Game 2 @ New York:  New York 109, Cleveland 107

### Demi-finales de Conférence
(1) Philadelphia 76ers contre (5) Knicks de New York:
Les 76ers remportent la série 4-0
- Game 1 @ Philadelphia:  Philadelphia 130, New York 90
- Game 2 @ Philadelphia:  Philadelphia 119, New York 100
- Game 3 @ New York:  Philadelphia 137, New York 126
- Game 4 @ New York:  Philadelphia 112, New York 107

(2) San Antonio Spurs contre (3) Washington Bullets:
Les Bullets remportent la série 4-2
- Game 1 @ San Antonio:  San Antonio 114, Washington 103
- Game 2 @ San Antonio:  Washington 121, San Antonio 117
- Game 3 @ Washington:  Washington 118, San Antonio 105
- Game 4 @ Washington:  Washington 98, San Antonio 95
- Game 5 @ San Antonio:  San Antonio 116, Washington 105
- Game 6 @ Washington:  Washington 103, San Antonio 100

### Finale de Conférence
(1) Philadelphia 76ers contre (3) Washington Bullets:
Les Bullets remportent la série 4-2
- Game 1 @ Philadelphia:  Washington 122, Philadelphia 117
- Game 2 @ Philadelphia:  Philadelphia 110, Washington 104
- Game 3 @ Washington:  Washington 123, Philadelphia 108
- Game 4 @ Washington:  Washington 121, Philadelphia 105
- Game 5 @ Philadelphia:  Philadelphia 107, Washington 94
- Game 6 @ Washington:  Washington 101, Philadelphia 99

## Finales NBA
(3) Washington Bullets contre (4) Seattle SuperSonics:
Les Bullets remportent la série 4-3
- Game 1 @ Seattle:  Seattle 106, Washington 102
- Game 2 @ Washington:  Washington 106, Seattle 98
- Game 3 @ Washington:  Seattle 93, Washington 92
- Game 4 @ Seattle:  Washington 120, Seattle 116
- Game 5 @ Seattle:  Seattle 98, Washington 94
- Game 6 @ Washington:  Washington 117, Seattle 82
- Game 7 @ Seattle:  Washington 105, Seattle 99

## Leaders de la saison régulière
| Catégorie                  | Joueur           | Équipe                            | Statistique |
| -------------------------- | ---------------- | --------------------------------- | ----------- |
| Points par match           | George Gervin    | San Antonio Spurs                 | 27.2        |
| Rebonds par match          | Leonard Robinson | New Orleans Jazz                  | 15.7        |
| Passes décisives par match | Kevin Porter     | Detroit Pistons / New Jersey Nets | 10.2        |
| Interceptions par match    | Ron Lee          | Phoenix Suns                      | 2.7         |
| Contres par match          | George Johnson   | New Jersey Nets                   | 3.9         |
| % aux tirs                 | Bobby Jones      | Denver Nuggets                    | 57.8        |
| % aux lancers-francs       | Rick Barry       | Golden State Warriors             | 92.4        |

## Récompenses individuelles
- Most Valuable Player : Bill Walton, Portland TrailBlazers
- Rookie of the Year : Walter Davis, Phoenix Suns
- Coach of the Year : Hubie Brown, Hawks d'Atlanta
- Executive of the Year : Angelo Drossos, San Antonio Spurs
- J.Walter Kennedy Sportsmanship Award : Bob Lanier, Detroit Pistons

- All-NBA First Team :
  - Leonard Robinson, New Orleans Jazz
  - Julius Erving, Philadelphia 76ers
  - Bill Walton, Portland TrailBlazers
  - George Gervin, San Antonio Spurs
  - David Thompson, Denver Nuggets

- All-NBA Second Team :
  - Walter Davis, Phoenix Suns
  - Maurice Lucas, Portland TrailBlazers
  - Kareem Abdul-Jabbar, Los Angeles Lakers
  - Paul Westphal, Phoenix Suns
  - Pete Maravich, New Orleans Jazz

- NBA All-Rookie Team :
  - Bernard King, New Jersey Nets
  - Marques Johnson, Milwaukee Bucks
  - Jack Sikma, Seattle SuperSonics
  - Norm Nixon, Los Angeles Lakers
  - Walter Davis, Phoenix Suns

- NBA All-Defensive First Team :
  - Bobby Jones, Denver Nuggets
  - Maurice Lucas, Portland TrailBlazers
  - Bill Walton, Portland TrailBlazers
  - Lionel Hollins, Portland TrailBlazers
  - Don Buse, Phoenix Suns

- NBA All-Defensive Second Team :
  - E.C. Coleman, Golden State Warriors
  - Bob Gross, Portland TrailBlazers
  - Kareem Abdul-Jabbar, Los Angeles Lakers (ex aequo)
  - Artis Gilmore, Chicago Bulls (ex aequo)
  - Norm Van Lier, Chicago Bulls
  - Quinn Buckner, Chicago Bulls

- MVP des Finales : Wes Unseld, Washington Bullets